# Пушечное ядро (гонка)
Пушечное ядро (англ. Cannonball Run) — неофициальные гонки, проводимые в США в период с 1971 по 1979 годы между Восточным и Западным побережьем. Впервые были организованы американским гонщиком и журналистом Броком Йейтсом и его партнёром по журналу «Car and Driver» Стивом Смитом в 1971 году в знак протеста против ужесточения дорожного законодательства в США, в частности — Национального ограничения максимальной скорости в 55 миль/час (88,5 км/ч), введённого под предлогом необходимости экономии топлива в масштабах страны. Впоследствии эти гонки проводились ещё 4 раза, привлекая в том числе таких знаменитых пилотов, как победитель 24 часов Ле-Мана 1967, победителя этапов «Индикара» и Формулы-1 Дэна Герни. Последняя, 5-я гонка «Пушечное ядро» была проведена в 1979 году (рекордное время составило 32 часа и 51 минуту), после чего их проведение окончательно было запрещено властями США.
После окончательного запрета Car and Driver начал спонсировать получившую официальный статус гонку Tire Rack One Lap of America, проводимую с учётом правил дорожного движения. Тем не менее, последователи в США, Европе и Австралии продолжают проводить гонки традиционным способом под названием «Пушечное ядро» без согласия Йейтса.

## В массовой культуре
По мотивам гонок «Пушечное ядро» было снято несколько фильмов и передач, включая:
- Пушечное ядро! (1976) — художественный фильм режиссёра Поля Бартеля, в главной роли — Дэвид Кэррадайн.
- Гонки «Пушечное ядро» (1981) — экранизация Хэла Нидхема с участием Бёрта Рейнольдса, Дом Делуиз, Роджера Мура, Фэрры Фосетт и Джейми Фарра. Брок Йейтс снялся в эпизоде в роли организатора очередной гонки. Интересно, что часть машин, снятых в этом фильме, действительно принимали участие в последней «официальной» гонке «Пушечное ядро» 1979 года.
- Гонки «Пушечное ядро» 2 (1984) и Зона скорости (1989) — сиквел и триквел предыдущего фильма.
- Пушечное ядро 2001 — реалити-шоу, выходившее на телеканале USA Network в 2001 году.

Также данные события вдохновили японского мангаку Хирохико Араки на написание 7 части "Невероятных приключений ДжоДжо" под заголовком "Steel Ball Run" (созвучно с изначальным "Cannonball Run").